# Diocesi di Abancay
La diocesi di Abancay (in latino Dioecesis Abancaiensis) è una sede della Chiesa cattolica in Perù suffraganea dell'arcidiocesi di Cusco. Nel 2022 contava 364.320 battezzati su 387.965 abitanti. È retta dal vescovo Gilberto Gómez González.

## Territorio
La diocesi comprende tre province della regione peruviana di Apurímac: Abancay, Andahuaylas e Aymaraes.
Sede vescovile è la città di Abancay, dove si trova la cattedrale della Madonna del Rosario.
Il territorio è suddiviso in 21 parrocchie.

## Storia
La diocesi è stata eretta il 28 aprile 1958 con la bolla Qui arcana di papa Pio XII, ricavandone il territorio dall'arcidiocesi di Cusco e dalla diocesi di Huamanga (oggi arcidiocesi di Ayacucho).
Il 26 aprile 1968 ha ceduto una porzione del suo territorio a vantaggio dell'erezione della prelatura territoriale di Chuquibambilla.

## Cronotassi dei vescovi
Si omettono i periodi di sede vacante non superiori ai 2 anni o non storicamente accertati.
- Alcides Mendoza Castro † (5 dicembre 1962 - 12 agosto 1967 nominato ordinario militare in Perù[1])
- Enrique Pélach y Feliú † (20 giugno 1968 - 1º dicembre 1992 ritirato)
- Isidro Sala Ribera † (1º dicembre 1992 succeduto - 20 giugno 2009 ritirato)
- Gilberto Gómez González, dal 20 giugno 2009

## Statistiche
La diocesi nel 2022 su una popolazione di 387.965 persone contava 364.320 battezzati, corrispondenti al 93,9% del totale.
| anno | popolazione | popolazione | popolazione | presbiteri | presbiteri | presbiteri | presbiteri                | diaconi | religiosi | religiosi | parrocchie |
| anno | battezzati  | totale      | %           | numero     | secolari   | regolari   | battezzati per presbitero | diaconi | uomini    | donne     | parrocchie |
| ---- | ----------- | ----------- | ----------- | ---------- | ---------- | ---------- | ------------------------- | ------- | --------- | --------- | ---------- |
| 1959 | 365.000     | ?           | ?           | 25         | 25         |            | 14.600                    |         |           | 8         | 98         |
| 1966 | 385.000     | 400.000     | 96,3        | 37         | 30         | 7          | 10.405                    |         | 12        | 45        | 39         |
| 1970 | 256.000     | 260.000     | 98,5        | 29         | 29         |            | 8.827                     |         | 3         | 44        | 14         |
| 1976 | 272.600     | 280.000     | 97,4        | 27         | 26         | 1          | 10.096                    |         | 5         | 55        | 15         |
| 1980 | 407.900     | 415.758     | 98,1        | 24         | 24         |            | 16.995                    |         | 3         | 73        | 27         |
| 1990 | 266.000     | 268.000     | 99,3        | 10         | 10         |            | 26.600                    |         | 3         | 132       | 28         |
| 1999 | 286.000     | 306.000     | 93,5        | 50         | 50         |            | 5.720                     |         | 4         | 90        | 34         |
| 2000 | 295.000     | 317.000     | 93,1        | 44         | 44         |            | 6.704                     |         | 4         | 108       | 34         |
| 2001 | 299.000     | 320.000     | 93,4        | 52         | 52         |            | 5.750                     |         | 7         | 112       | 15         |
| 2002 | 302.000     | 325.000     | 92,9        | 53         | 53         |            | 5.698                     |         | 7         | 110       | 15         |
| 2003 | 302.000     | 325.000     | 92,9        | 60         | 60         |            | 5.033                     |         | 7         | 130       | 15         |
| 2004 | 303.000     | 328.000     | 92,4        | 55         | 55         |            | 5.509                     |         | 5         | 180       | 16         |
| 2005 | 310.628     | 335.628     | 92,6        | 58         | 58         |            | 5.355                     |         | 5         | 185       | 17         |
| 2006 | 315.775     | ?           | ?           | 58         | 58         |            | 5.444                     | 6       | 5         | 190       | 17         |
| 2011 | 339.000     | 354.000     | 95,8        | 51         | 51         |            | 6.647                     |         | 6         | 144       | 18         |
| 2012 | 343.000     | 358.000     | 95,8        | 52         | 52         |            | 6.596                     |         | 6         | 147       | 18         |
| 2015 | 355.000     | 370.000     | 95,9        | 49         | 47         | 2          | 7.244                     |         | 8         | 144       | 20         |
| 2018 | 346.670     | 369.915     | 93,7        | 49         | 48         | 1          | 7.074                     |         | 5         | 137       | 21         |
| 2020 | 354.000     | 377.700     | 93,7        | 46         | 45         | 1          | 7.695                     |         | 5         | 117       | 21         |
| 2022 | 364.320     | 387.965     | 93,9        | 45         | 45         |            | 8.096                     |         | 5         | 107       | 21         |